# جوکیم نوا

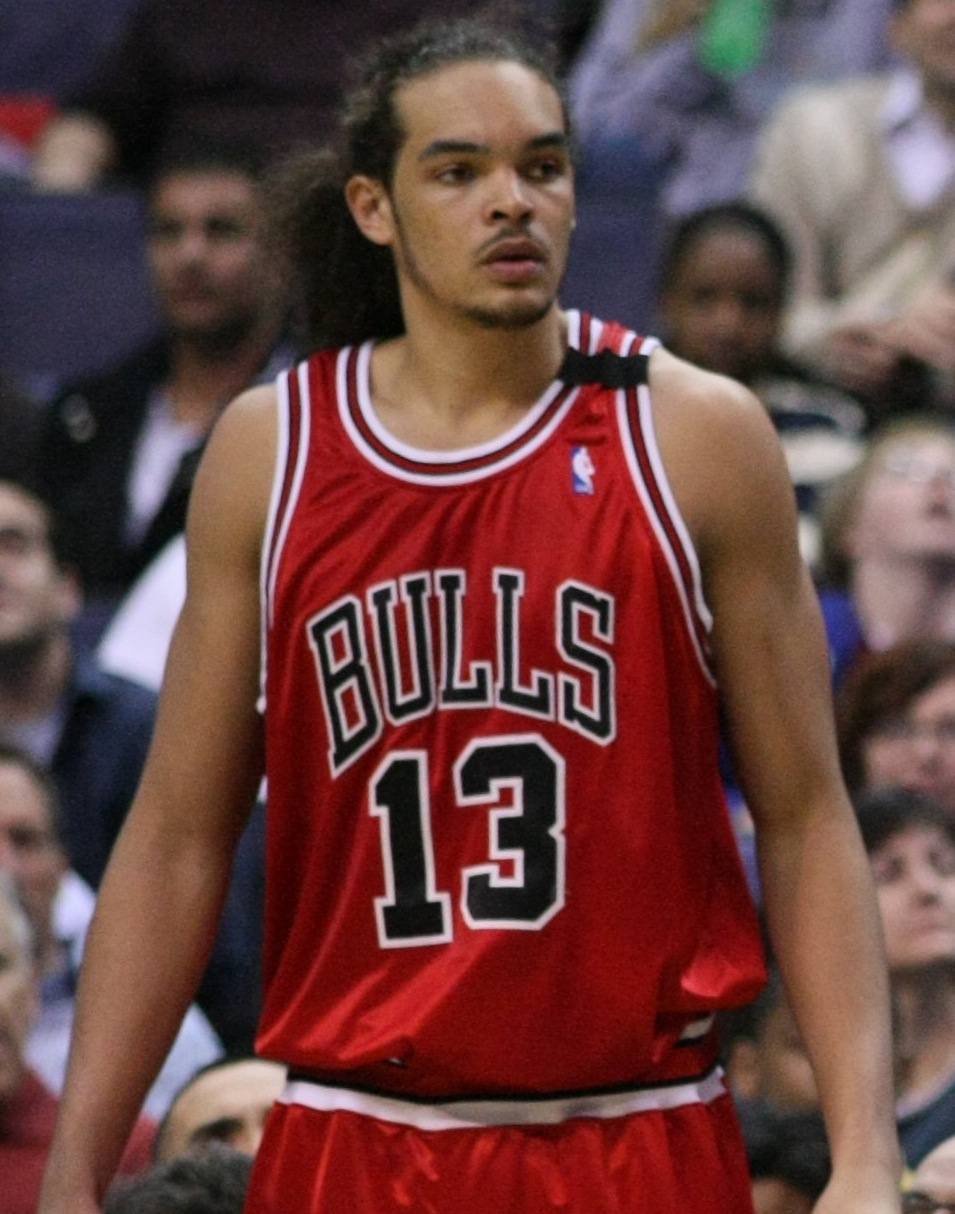

جوکیم سیمون نوا (به انگلیسی: Joakim Simon Noah) متولد ۱۹۸۵ در شهر نیویورک بازیکن حرفه‌ای بسکتبال ان بی ای است که برای شیکاگو بولز توپ می‌زند.
این ملی‌پوش تیم ملی بسکتبال فرانسه به سبب بازی خود دارای شهرت زیادی در لیگ ان بی ای است.